# Frederik Boi
Frederik Fredje Boi est un footballeur belge né le 25 octobre 1981 à Bruges (Belgique).
Il est milieu de terrain et arrière-droit au Cercle Bruges KSV. Formé dans ce club, il joue dans l'équipe première de 2000 à 2011. 
Le 15 juin 2011 il quitte le Cercle Bruges KSV pour rejoindre l'équipe promue d'OHL. Il retourne au Cercle de Bruges lors du mercato hivernal 2013.

## Palmarès
- Finaliste de la Coupe de Belgique en 2013 avec le Cercle Bruges